# دالة تناظرية
الدالة التناظرية  هي الدالة التي يمكن تمثيلها على شكل كسر من دالتين تآلفيتين أي من الشكل {\displaystyle {\frac {ax+b}{cx+d}}} حيث a، وb، وc، وd أعداد حقيقية. فهي حالة خاصة من الدوال الكسرية حيث تكون متعددات الحدود في البسط وفي المقام من الدرجة الأولى. مقلوب دالة تناظرية هي دالة تناظرية أيضًا.